# RRAS
La proteína R-Ras asociada a Ras (RRAS) es una proteína codificada en humanos por el gen RRAS.

## Interacciones
La proteína RRAS ha demostrado ser capaz de interaccionar con:
- RASSF5[3]
- NCK1[4]
- Bcl-2[5]
- ARAF[6][7]
- RALGDS[8]